# Ulotrichopus primulinella
Ulotrichopus primulinella är en fjärilsart som beskrevs av Embrik Strand 1914. Ulotrichopus primulinella ingår i släktet Ulotrichopus och familjen nattflyn. Inga underarter finns listade i Catalogue of Life.